# 龙仙镇
龙仙镇，是中华人民共和国广东省韶关市翁源县下辖的一个乡镇级行政单位。

## 行政区划
龙仙镇下辖以下地区：
城东区社区、城南区社区、城西区社区、城北区社区、南浦社区、三华社区、岭头村、罗坑水村、李洞村、青山村、青云村、蓝青村、石背村、联群村、田心村、石寨村、良洞村、陂下村、民主村、高陈村、长潭村、河口村、水口村、马山村、沙坪村、马牯塘村、中心村、蓊口村、桂竹村、新坪村、马墩村、丰山村、贵联村、新岭村、三华村、新尧村、中坝村、会联村、群陂村和新东村。